# Obernberg am Brenner
Obernberg am Brenner é um município da Áustria, situado no distrito de Innsbruck-Land, no estado do Tirol. Tem 38,68 km² de área e sua população em 2019 foi estimada em 369 habitantes.